# Парк XIX століття (Великий Любінь)
Парк XIX ст. (Парк Великолюбінської спеціалізованої загальноосвітньої школи-інтернату») — парк-пам'ятка садово-паркового мистецтва місцевого значення в Україні. Розташований  на території Великолюбінської спеціалізованої школи-інтернату (вул. Замкова, 5) у східній частині смт Великий Любінь Городоцького району Львівської області. 
Площа 5 га. Статус надано 1984 року. Перебуває у віданні Великолюбінської спеціалізованої школи-інтернату. 
Статус надано для збереження парку, закладеного довкола Палацу Бруницьких. У парку зростають каштани, берези, сосни та інші види дерев; є також віковий платан.